# Nazareth Avendaño Incera
Đại sứ Nazareth Avendaño Incera (sinh năm 1941) là một nhân viên chuyên nghiệp của dịch vụ nước ngoài Costa Rica. Bà hiện là Giám đốc Sở thờ cúng của Bộ Ngoại giao và Sự thờ phượng của Costa Rica.
Từ 2007 đến 2009, bà là Tổng lãnh sự Costa Rica tại San Juan, Puerto Rico. Từ năm 2005 đến năm 2009, bà là Phó Giám đốc Bộ Ngoại giao Costa Rica. Từ 1999 đến 2004, bà là thành viên của Liên Hợp Quốc Ủy ban tư vấn về câu hỏi hành chính và ngân sách (ACABQ). tTừ năm 1998 đến 1999, bà là phó chủ tịch của Ủy ban thứ năm của Đại Hội đồng Liên Hợp Quốc, đề cập đến các vấn đề ngân sách và hành chính.
Từ năm 1978 đến năm 1999, bà được phái tới Phái đoàn Thường trực của Costa Rica đến Liên hợp quốc tại thành phố New York, nơi bà đã từ Cố vấn (1978–1983), cho Bộ trưởng Cố vấn (1983–1989), và sau đó đến Đại sứ và đại biểu thay thế (1989–1999). Trong thời gian đó, bà là một đại diện thay thế của Costa Rica cho Hội đồng Bảo an Liên Hợp Quốc, chủ yếu giải quyết các vấn đề châu Âu (1997–1998) và bà đại diện cho Costa Rica trong các Ủy ban thứ năm, thứ tư (Decolonization) và thứ hai (Phát triển) của Đại Hội đồng Liên Hợp Quốc. Năm 1977, bà đứng đầu Đoàn đại biểu Costa Rica đến Hội nghị Bộ trưởng Phong trào không liên kết (NAM) được tổ chức tại New Delhi, trong khi đó, vào năm 1994, bà đã lãnh đạo Phái đoàn Costa Rica đến Hội nghị Bộ trưởng NAM tổ chức tại Indonesia.
Đại sứ Avendaño Incera đã bắt đầu dịch vụ ngoại giao với tư cách là phó lãnh sự của Costa Rica tại Milan, Ý (1964–1967). Bà cũng là lãnh sự tại Milan (1967–1972) và ở New York (1972–1978).
Bà học tại Viện đa quốc gia về nghiên cứu Mỹ về chính trị Mỹ đương đại của Đại học New York, Università Cattolica del Sacro Cuore ở Milan, và tại Đại học Nam Mississippi.